# Michelle King
Michelle King Stern (1958) è una sceneggiatrice e produttrice televisiva statunitense.

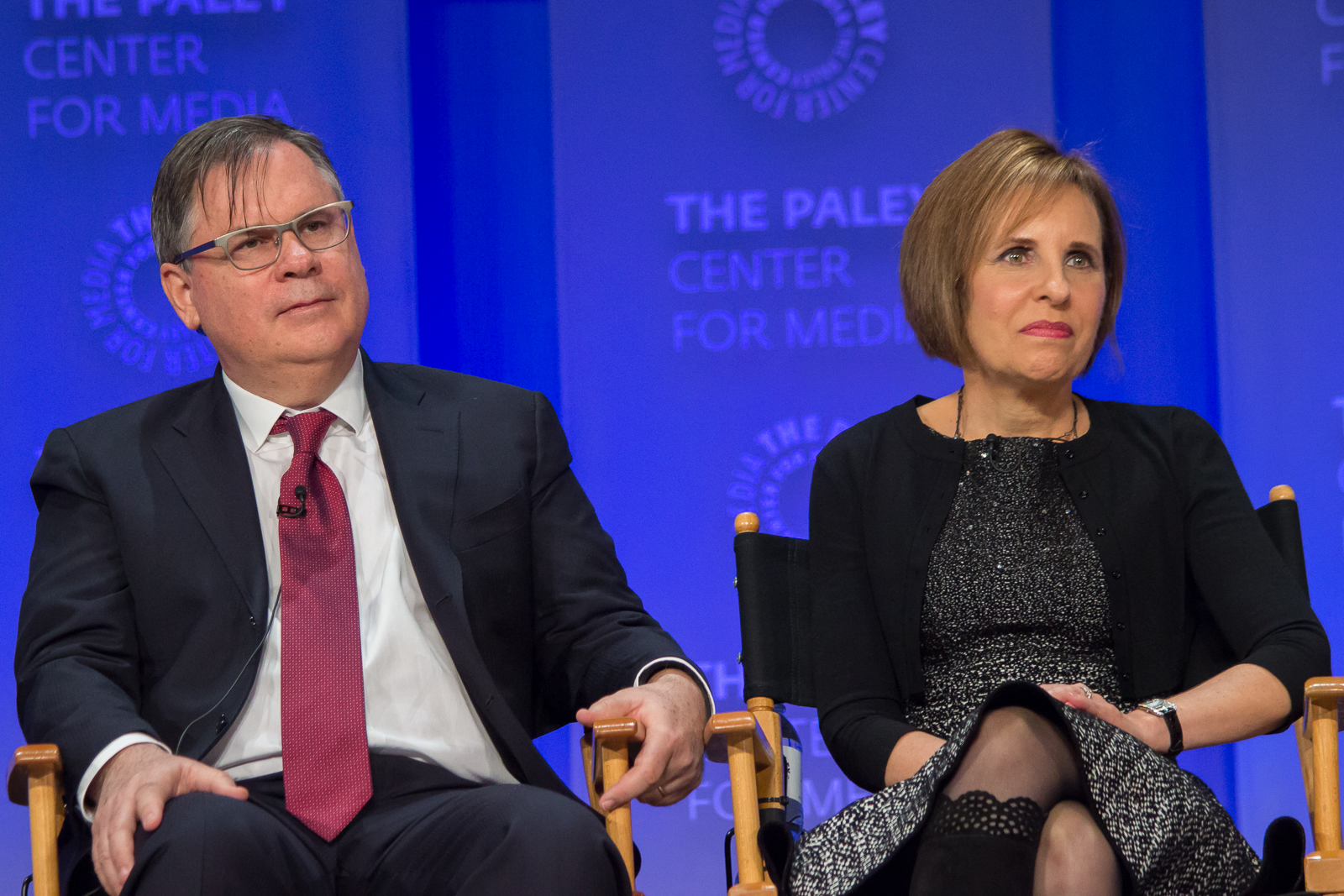
Robert e Michelle King nel 2015 alla presentazione di The Good Wife

È sposata con lo sceneggiatore televisivo Robert King. La coppia ha dato vita alla serie drammatica The Good Wife, che gli è valsa un premio Writers Guild of America Award. Hanno anche creato la commedia drammatica BrainDead.

## Biografia
Michelle King, insieme a suo marito, ha co-creato la serie televisiva drammatica di breve durata In Justice nel 2006. La serie è andata in onda su ABC, non venendo rinnovata dopo i tredici episodi della prima stagione.
I King hanno successivamente creato una seconda serie drammatica di tema giudiziario intitolata The Good Wife. Sono stati i produttori esecutivi della serie dal 2009. Insirme allo staff di sceneggiatori, sono stati nominati per il Writers Guild of America Award come migliore nuova serie per The Good Wife.
La coppia ha anche creato e prodotto la serie drammatica thriller BrainDead, andata in onda su CBS dal 13 giugno 2016 al 17 ottobre 2016 prima di essere cancellata. I due produttori sono poi tornati come showrunner negli spin-off di The Good Wife: The Good Fight ed Elsbeth. A settembre 2019 la loro serie horror Evil ha iniziato ad essere trasmessa su CBS.

## Vita privata
Michelle è ebrea. La sua famiglia è sopravvissuta all'Olocausto.
Ha incontrato Robert nel 1983, quando era preside presso l'UCLA. La coppia si è sposata nel 1987. Hanno una figlia, Sophia.

## Premi e riconoscimenti

### Writers Guild of America Awards
- 2010 – Candidatura alla migliore nuova serie per The Good Wife
- 2012 – Candidatura alla migliore serie drammatica per The Good Wife
- 2014 –  Candidatura al miglior episodio drammatico per The Good Wife (episodio: "Hitting the Fan")
- 2014 – Candidatura alla migliore serie drammatica per The Good Wife
- 2015 – Candidatura alla migliore serie drammatica per The Good Wife
- 2015 –  Miglior episodio di una serie drammatica per The Good Wife (episodio: "The Last Call")
- 2016 – Candidatura al miglior episodio drammatico per The Good Wife

#### Peabody Award
- 2011 – Peabody Award per The Good Wife

#### Producers Guild of America Awards
- 2012 – Candidatura alla miglior produzione di un episodio drammatico per The Good Wife